# Saint-Dizier-l'Évêque
Saint-Dizier-l'Évêque è un comune francese di 410 abitanti situato nel dipartimento del Territorio di Belfort nella regione della Borgogna-Franca Contea.

## Società

### Evoluzione demografica
Abitanti censiti